# Тырса, Владимир Геронтьевич

Могила Тырсы на Троекуровском кладбище Москвы

Владимир Геронтьевич Тырса (15 июля 1923, Антоновка — 15 октября 2009, Москва) — полковник Советской армии, участник Великой Отечественной войны, Герой Советского Союза (1945).

## Биография
Родился 15 июля 1923 года в селе Антоновка Шлолянского района (ныне — Черкасской области Украины).
Окончил десять классов школы в Днепропетровске. В июле 1941 года Тырса был призван на службу в Рабоче-крестьянскую Красную армию. В 1943 году окончил Полтавское танковое училище. С марта 1944 года — на фронтах Великой Отечественной войны. В одном из боёв был ранен, единственный из всего экипажа сумел спастись.
К апрелю 1945 года гвардии лейтенант Владимир Тырса командовал ротой 13-й гвардейской танковой бригады 4-го гвардейского танкового корпуса 1-го Украинского фронта. Отличился во время боёв в Германии. 28-29 апреля 1945 года рота Тырсы участвовала в отражении тринадцати немецких контратак в районе города Баутцен. В тех боях Тырса лично уничтожил 6 танков и 5 БТР противника.
Указом Президиума Верховного Совета СССР от 27 июня 1945 года за «мужество, отвагу и героизм, проявленные в борьбе с немецкими захватчиками», гвардии лейтенант Владимир Тырса был удостоен высокого звания Героя Советского Союза с вручением ордена Ленина и медали «Золотая Звезда» за номером 7642.
После окончания войны Тырса продолжил службу в Советской армии. В 1953 году он окончил Военно-политическую академию, в 1960 году — Военную академию имени М. В. Фрунзе. В 1978 году в звании полковника Тырса был уволен в запас. Проживал в Москве, работал директором гостиницы.
Скончался 15 октября 2009 года, похоронен на Троекуровском кладбище Москвы.
Был также награждён орденом Красного Знамени, двумя орденами Отечественной войны 1-й степени, орденом Красной Звезды и рядом медалей.